# James C. Scott
James Campbell Scott (Mount Holly, 2 dicembre 1936 – Durham, 19 luglio 2024) è stato un antropologo e politologo statunitense.
Concentrò la sua ricerca principale sui contadini del Sud-Est asiatico e sulle loro strategie di resistenza alle varie forme di dominio.
Scott si laureò al Williams College e conseguì un master e un dottorato in scienze politiche a Yale. Insegnò all'Università del Wisconsin-Madison fino al 1976 e poi a Yale, dove fu Sterling Professor in Scienze politiche.

## Biografia
James Scott nacque a Mount Holly, nel New Jersey, il 2 dicembre 1936. Frequentò la Moorestown Friends School, una scuola diurna quacchera, e nel 1953 si immatricolò al Williams College in Massachusetts. Su consiglio dello studioso dell'Indonesia William Hollinger, scrisse una tesi di laurea sullo sviluppo economico della Birmania. Scott conseguì la laurea al Williams College nel 1958 e il dottorato in scienze politiche all'Università di Yale nel 1967.
Dopo la laurea, Scott ricevette una borsa di studio del Rotary International per studiare in Birmania, dove fu reclutato da uno studente americano attivista, collaboratore della Central Intelligence Agency (CIA). Scott accettò di fare rapporto per l'agenzia e, alla fine della borsa di studio, fu assunto per un posto nell'ufficio di Parigi della National Student Association, che accettò i fondi e la direzione della CIA per svolgere attività anticomuniste tra i movimenti studenteschi.
Scott iniziò a studiare scienze politiche a Yale nel 1961. La sua tesi di laurea sull'ideologia politica in Malesia fu un'analisi di interviste a funzionari pubblici malesi. Nel 1967 ottenne un posto di assistente alla cattedra di scienze politiche presso l'Università del Wisconsin-Madison. Nel 1976, dopo aver ottenuto la cattedra a Madison, Scott tornò a Yale e si stabilì con la moglie in una fattoria a Durham, nel Connecticut.
Scott basò i suoi primi libri su ricerche d'archivio. Insolitamente, condusse il suo lavoro etnografico sul campo solo dopo aver ricevuto la cattedra. Per la ricerca del suo terzo libro, Weapons of the Weak, Scott trascorse quattordici mesi in un villaggio di Kedah, in Malesia, tra il 1978 e il 1980. Una volta terminata la bozza, tornò per due mesi per sollecitare le impressioni degli abitanti del villaggio sul suo lavoro, riesaminando significativamente il libro sulla base delle loro critiche e intuizioni.

## Opere
James Scott concentrò i suoi studi sulle modalità con cui i soggetti in situazione di subalternità resistono al dominio.

### Opere non tradotte in italiano

#### The Moral Economy of the Peasant
Durante la guerra del Vietnam, Scott si interessò al Vietnam e scrisse The Moral Economy of the Peasant: Rebellion and Subsistence in Southeast Asia (1976) sulle modalità di resistenza dei contadini all'autorità. La sua tesi principale fu che i contadini preferissero le relazioni patrono-cliente dell'"economia morale", in cui i contadini più ricchi proteggono quelli più deboli. Quando queste forme tradizionali di solidarietà vengono meno a causa dell'introduzione delle forze di mercato, è probabile che si verifichi una ribellione (o una rivoluzione). Samuel L. Popkin, nel suo libro The Rational Peasant (1979), cercò di confutare questa tesi, cercando di dimostrare come anche i contadini fossero attori razionali, con preferenza per il libero mercato piuttosto che per lo sfruttamento da parte delle élite locali.

#### Weapons of the Weak
In Weapons of the Weak: Everyday Forms of Peasant Resistance (1985) Scott estese le sue teorie ai contadini di altre parti del mondo. Alle teorie di Scott furono spesso contrapposte le idee gramsciane sull'egemonia. Contro Gramsci, Scott sostenne, invece, che la resistenza quotidiana dei subalterni fosse una dimostrazione di non accettazione del dominio.

### Opere tradotte in italiano

#### Il dominio e l'arte della resistenza
In Domination and the Arts of Resistance: Hidden Transcripts (1990) sostenne che i gruppi subordinati utilizzino strategie di resistenza riuscendo però a farle passare inosservate. Le definì "infrapolitiche". Scott descrisse le interazioni pubbliche tra dominatori e oppressi come una "trascrizione pubblica" e la critica del potere che avviene fuori scena come una "trascrizione nascosta". I gruppi sotto dominazione - dal lavoro forzato alla violenza sessuale - non possono quindi essere compresi solo dalle loro apparenze. Per studiare i sistemi di dominazione, occorre prestare molta attenzione a ciò che si nasconde sotto la superficie del comportamento evidente e pubblico. In pubblico, gli oppressi accettano il loro dominio, ma lo mettono sempre in discussione fuori scena. Nel caso di una pubblicizzazione di questa "trascrizione nascosta", le classi oppresse assumono apertamente il loro discorso e diventano consapevoli del loro status comune.

#### Lo sguardo dello Stato
Il libro di Scott Seeing Like a State: How Certain Schemes to Improve the Human Condition Have Failed (1998) rappresentò la sua prima grande incursione nella scienza politica. In esso mostrò come i governi centrali tentino di imporre la leggibilità ai loro sudditi e come non riescano a vedere forme complesse e preziose di ordine sociale e di conoscenza locale. Uno dei temi principali di questo libro, illustrato da esempi storici, è che gli Stati gestiscono i sistemi di potere verso la "leggibilità" per "vedere" correttamente i loro soggetti in un modello dall'alto verso il basso, difettoso e problematico. L'obiettivo della "leggibilità" locale da parte dello Stato è la "trasparenza" dall'alto verso il basso, dalla cima della torre o dal centro/sede del governo, in modo che lo Stato possa operare efficacemente sui propri soggetti. I dettagli e le argomentazioni amplificano le nozioni centrali di Foucault sulla governabilità e sulle operazioni di potere.

#### L'arte di non essere governati
In The Art of Not Being Governed: An Anarchist History of Upland Southeast Asia, Scott affronta la questione di come alcuni gruppi nelle giungle montuose del Sud-est asiatico siano riusciti a evitare un pacchetto di sfruttamento incentrato sullo Stato, sulla tassazione e sulla coltivazione del grano. Alcuni aspetti della loro società, visti dagli estranei come arretrati (ad esempio, l'alfabetizzazione limitata e l'uso della lingua scritta), erano in realtà parte delle "Arti" a cui si fa riferimento nel titolo: limitare l'alfabetizzazione significava avere una minore visibilità nei confronti dello Stato. L'argomentazione principale di Scott è che queste popolazioni sono "barbare per disegno": la loro organizzazione sociale, la posizione geografica, le pratiche di sussistenza e la cultura sono state scolpite per scoraggiare gli Stati ad annetterle ai loro territori.

#### Elogio dell'anarchismo
Two Cheers for Anarchism: Six Easy Pieces on Autonomy, Dignity, and Meaningful Work and Play, attraverso un'ampia serie di aneddoti ed esempi memorabili, descrive una sensibilità anarchica che celebra la conoscenza locale, il buon senso e la creatività della gente comune. L'obiettivo è quello di riconsiderare radicalmente il valore della gerarchia nella vita pubblica e privata.

#### Le origini della civiltà
Pubblicato nell'agosto 2017, Against the Grain: A Deep History of the Earliest States è un resoconto delle nuove prove sugli inizi delle prime civiltà che contraddicono la narrazione standard. Scott esplora il motivo per cui la specie umana ha spesso evitato la stanzialità e l'aratro; i vantaggi della sussistenza mobile; le imprevedibili epidemie derivanti dall'affollamento di piante, animali e cereali; e il motivo per cui tutti i primi Stati sono basati sul miglio, sui cereali e sul lavoro non libero. Discute anche dei "barbari" che per lungo tempo hanno eluso il controllo dello Stato, come modo per comprendere la continua tensione tra gli Stati e i popoli non assoggettati.

## Premi e borse di studio
Scott fu membro dell'American Academy of Arts and Sciences e ottenne borse di studio presso il Center for Advanced Study in the Behavioral Sciences, l'Institute for Advanced Study e il Science, Technology and Society Program del M.I.T. Ricevette inoltre borse di studio dalla National Science Foundation, dal National Endowment for the Humanities e dalla Guggenheim Foundation e fu presidente dell'Association for Asian Studies nel 1997. Nel 2020 fu eletto membro dell'American Philosophical Society.

## Opere tradotte in italiano
- Il dominio e l'arte della resistenza, Elèuthera, 2006 ISBN 9788889490198
- Lo sguardo dello Stato, Elèuthera, 2019 ISBN 9788833020327
- L'arte di non essere governati, Einaudi, 2020 ISBN 9788806244699
- Elogio dell'anarchismo, Elèuthera, 2014 ISBN 9788896904558
- Le origini della civiltà, Einaudi, 2018 ISBN 9788806238759